# Euselenca feai
Euselenca feai is een hooiwagen uit de familie Assamiidae.